# Uxío Abuín
Uxío Abuín Ares (Lestrove, 14 de mayo de 1991) es un deportista español que compite en triatlón. Ganó una medalla de plata en el Campeonato Europeo de Triatlón de Velocidad de 2018.

## Palmarés internacional
| Campeonato Europeo | Campeonato Europeo | Campeonato Europeo | Campeonato Europeo |
| Año                | Lugar              | Medalla            | Prueba             |
| ------------------ | ------------------ | ------------------ | ------------------ |
| 2018               | Tartu (Estonia)    | Medalla de plata   | Individual         |